# Argyle (Nueva York)
Argyle es un pueblo ubicado en el condado de Washington en el estado estadounidense de Nueva York. En el año 2000 tenía una población de 3688 habitantes y una densidad poblacional de 25 personas por km².

## Geografía
Argyle se encuentra ubicado en las coordenadas 43°14′10″N 73°29′27″O / 43.23611, -73.49083.

## Demografía
Según la Oficina del Censo en 2000 los ingresos medios por hogar en la localidad eran de $41 133, y los ingresos medios por familia eran $44 414. Los hombres tenían unos ingresos medios de $32 253 frente a los $21 250 para las mujeres. La renta per cápita para la localidad era de $20 403. Alrededor del 7.6% de la población estaban por debajo del umbral de pobreza.